# Fahri Korutürk
Fahri Korutürk (3. srpna 1903, Fatih – 12. října 1987, Istanbul) byl turecký námořní důstojník a politik. Sloužil jako šestý turecký prezident v letech 1973 až 1980.
Vystudoval námořní kadetku v roce 1923 a námořní akademii v roce 1933. Působil jako velitel lodí a ponorek a jako vojenský atašé. Viceadmirálem se stal roku 1950, později se stal admirálem a velitelem tureckého námořnictva. Do výslužby odešel roku 1960, poté působil jako velvyslanec v SSSR a ve Španělsku. Roku 1973 byl zvolen prezidentem. Odsloužil celé sedmileté období, během něhož došlo k turecké invazi na Kypr, a poté se stal doživotním senátorem.